# Меркулешть (Флорештський район)
Меркулешть (рум. Mărculești) — село у Флорештському районі Молдови. Утворює окрему комуну.

## Населення
За даними перепису населення 2004 року у селі проживали 866 осіб.
Національний склад населення села:
| Національність       | Кількість осіб | Відсоток   |
| -------------------- | -------------- | ---------- |
| молдавани румуни     | 827 9          | 95,5% 1,0% |
| українці             | 22             | 2,5%       |
| росіяни              | 5              | 0,6%       |
| гагаузи              | 1              | 0,1%       |
| інша / без відповіді | 2              | 0,2%       |
| Всього               | 866            | 100%       |